# اتری لیپارتلیانی
اتری لیپارتلیانی (انگلیسی: Eteri Liparteliani؛ زادهٔ ۲۳ سپتامبر ۱۹۹۹) جودوکار زن اهل گرجستان است.